# Ingrid Moe Wold
Ingrid Moe Wold, née le 29 janvier 1990, est une footballeuse internationale norvégienne évoluant au poste de défenseur. 

## Biographie

### Parcours en club
Depuis qu'elle est devenue professionnelle en 2009, Ingrid est toujours restée dans le même club.

### Parcours en équipe nationale
Elle reçoit sa première sélection en équipe première le 17 janvier 2012, face à la Suède (défaite 2-0).

## Palmarès

### En sélection
Pas de titre.

### En club
- Championne de Norvège en 2012, 2014, 2015, 2016 et 2017.
- Vainqueur de la Coupe de Norvège en 2014, 2015 et 2016.